# Saint-Loup-sur-Semouse
Saint-Loup-sur-Semouse là một xã ở tỉnh Haute-Saône trong vùng Franche-Comté phía đông nước Pháp.